# Joseph DeMoor
Ne pas confondre avec Joseph De Moor, homme politique belge.
Joseph DeMoor, né le 31 juillet 1990 à Denver, est un coureur de fond américain spécialisé en course en montagne et en skyrunning. Il est champion du monde de kilomètre vertical 2022.

## Biographie
Né à Denver, Joseph DeMoor se passionne pour le basket-ball durant son enfance. N'étant pas particulièrement doué dans ce sport, il s'illustre par la suite en cross-country, et s'initie à la course en montagne avec son frère aîné Seth DeMoor,.
En 2019, il s'illustre sur les courses très techniques du championnat Cirque Series. Le 10 août, il termine deuxième à Arapahoe Basin (en) derrière Joseph Gray. Le 24 août, il remporte la victoire à Sun Valley.
Le9 septembre 2022, il prend le départ de l'épreuve de kilomètre vertical des championnats du monde de skyrunning à San Domenico di Varzo. Il crée la surprise en courant aux avant-postes aux côtés des favoris. Il parvient à faire la différence en fin de course et s'impose avec cinq secondes d'avance sur l'Italien Marcello Ugazio. Il devient le premier Américain champion du monde de skyrunning.
Le 28 janvier 2024, il participe à'épreuve de course par équipes aux championnats des États-Unis de ski-alpinisme dans le cadre du Rio Hondo Rando Raid à Taos. Associé au triathlète John O'Neill, le duo mène la course en tête pour s'offrir le titre. Le 6 septembre, il s'élance comme favori sur l'épreuve de kilomètre vertical lors des championnats du monde de skyrunning à Ágreda. Désireux de défendre son titre, il mène la première partie de course mais se voi doubler par l'Espagnol Alain Santamaría et doit se contenter de la médaille d'argent pour quatre secondes de retard. Deux jours plus tard, il prend un bon départ sur l'épreuve du SkyMarathon à Covaleda mais ne parvient pas à suivre le rythme du groupe de tête. Il se classe sixième et remporte la médaille d'argent du combiné.

## Palmarès en skyrunning
| no  | masculin          | Course                                                   | Longueur | Départ            | Temps           |
| --- | ----------------- | -------------------------------------------------------- | -------- | ----------------- | --------------- |
| 1re | Médaille d'or     | Championnats du monde de skyrunning - Kilomètre vertical | 3,75 km  | 9 septembre 2022  | 37 min 7 s      |
| 6e  | 6e                | Championnats du monde de skyrunning - SkyMarathon        | 31 km    | 11 septembre 2022 | 3 h 3 min 25 s  |
| 2e  | Médaille d'argent | Championnats du monde de skyrunning - Kilomètre vertical | 4,8 km   | 6 septembre 2024  | 41 min 0 s      |
| 6e  | 6e                | Championnats du monde de skyrunning - SkyMarathon        | 37 km    | 8 septembre 2024  | 3 h 44 min 24 s |

## Palmarès en ski-alpinisme
- 2024
  -  de la course par équipe aux championnats des États-Unis (avec John O'Neill)